# Georg Pettersen
Georg Pettersen (Flensburg, 1 september 1803 - Oslo, 25 juni 1879) was een deurwaarder, chef politie, postmeester en politicus. Hij werd in 1810 opgenomen als pleegzoon in het gezin van een oom in Kristiansand. Hij studeerde rechten tot 1825. Hij was afgevaardigde van het kiesdistrict Sarpsborg in de Storting in zowel 1854 en 1857. Hij huwde op 7 april 1833 met Thora Resch (Skien (Telemark), 12 december 1813-Kongsberg, 18 juni 1894). Het gezin verhuisde nogal eens binnen Noorwegen, gezien de geboorteplaatsen van hun kinderen en eindigde beroepsmatig op 13 juni 1850 in Sarpsborg:
- Maren Christiane werd in 1834 geboren in Vrådal
- Bernt Jolm Pettersen werd in 1836 geboren in Vrådal (overleden 1836)
- Mathilde Elisabeth werd in 1838 geboren in Kvitesied
- Georg Henrik Pettersen werd in 1838 geboren
- Harald Pettersen, een aankomend zeeman, werd in 1843 geboren in Skien; hij stierf in 1888
- Guttorm Pettersen, ook later zeeman, werd in 1845 geboren in Skien
- Ingvard of Inegrid Pettersen, werd in 1846 geboren in Gjerpen
- Helga Pettersen, werd in 1849 geboren in Gjerpen
- Ingeborg Pettersen, toekomstig zangeres, werd in 1851 geboren in Sarpsborg

In 1871 stopte Georg Pettersen met zijn werkzaamheden en het gezin vertrok naar Oslo.